# 12 octobre 2015
Le mardi 12 octobre 2015 est le 285e jour de l'année 2015.

## Décès
Par ordre alphabétique.
- Sakit Aliyev (en) 	Footballeur et entraîneur azerbaïdjanais.
- Sergio Caprari 	Boxeur italien, médaillé d'argent aux Jeux olympiques d'été de 1952.
- Levent Kırca 	Acteur, journaliste et homme politique turc.
- Joan Leslie 	Actrice américaine.
- Bob Leuci 	Écrivain américain.
- Gene Louw 	Homme politique sud-africain, ancien ministre.
- George Mueller 	Haut fonctionnaire américain, administrateur adjoint du Bureau des vols habités de la NASA (1963-1969).
- Maksout Narikbaïev 	Juriste kazakh.